# Jebus (onderdistrict)
Jebus is een onderdistrict (kecamatan) van het Regentschap West-Bangka in het noorden van de Indonesische provincie Bangka-Belitung.
In het jaar 2011 werd  een oppervlakte  uit het district Jebus onttrokken ten bate van het nieuwe onderdistrict Parittiga.

## Verdere onderverdeling
Het onderdistrict Jebus is anno 2010 verdeeld  21 kelurahan, plaatsen en dorpen:
- Air Gantang
- Air Kuang
- Bakit
- Cupat
- Jebus (Jebus)
- Kapit (Jebus)
- Kelabat
- Ketap
- Limbung (Jebus)
- Mislak
- Pebuar
- Puput (Jebus)
- Ranggi/Asam
- Rukam (Jebus)
- Sekar Biru
- Semulut
- Sinar Manik
- Sungai Buluh (Jebus)
- Telak
- Teluk Limau (Jebus)
- Tumbak Petar